# Miluše
Miluše (často také Miluška) je ženské křestní jméno slovanského původu. Jedná se pravděpodobně o domáckou formu jména Miloslava, která se postupně osamostatnila.
V českém občanském kalendáři má svátek 3. srpna.

## Statistické údaje

### Pro jméno Miluše
Následující tabulka uvádí četnost jména v ČR a pořadí mezi ženskými jmény ve srovnání dvou roků, pro které jsou dostupné údaje MV ČR – lze z ní tedy vysledovat trend v užívání tohoto jména:
| Rok       | Četnost    | Pořadí      |
| 1999      | 25 395     | 56.         |
| 2002      | 24 986     | 56.         |
| Porovnání | o 409 méně | žádná změna |

Změna procentního zastoupení tohoto jména mezi žijícími ženami v ČR (tj. procentní změna se započítáním celkového úbytku žen v ČR za sledované tři roky) je -0,8%.

### Pro jméno Miluška
| Rok       | Četnost    | Pořadí   |
| 1999      | 4493       | 122.     |
| 2002      | 4383       | 123.     |
| Porovnání | o 110 méně | o 1 hůře |

Změna procentního zastoupení tohoto jména mezi žijícími ženami v ČR (tj. procentní změna se započítáním celkového úbytku žen v ČR za sledované tři roky) je -1,7%.

## Známé nositelky jména
- Miluše Bittnerová – česká herečka
- Miluše Horská – česká senátorka českého Parlamentu a vysokoškolská pedagožka
- Miluše Roubíčková – česká designérka a sklářka
- Miluše Šplechtová – česká herečka
- Miluše Voborníková – česká zpěvačka